# Fluvicola albiventer
Fluvicola albiventer — вид птиц из семейства тиранновых.

## Распространение
Обитают в Южной Америке на территории центральной и северо-восточной Бразилии, Боливии, Парагвая, северной Аргентины и Уругвая, а также в восточной части Перу. Живут в болотах.

## Описание
Длина тела примерно 12 см, вес около 12 г. Птицы окрашены в чёрно-белой гамме. Чёрные у самцов части тела у самок и молодых особей коричневатые.

## Биология
Питаются в основном насекомыми, которых птицы находят среди водной растительности.

## Охранный статус
МСОП присвоил виду охранный статус LC.